# Боян Кураїця
Боян Кураїця (хорв. Bojan Kurajica; нар. 15 листопада 1947, Любляна) — боснійсько-хорватський шахіст і шаховий тренер, гросмейстер від 1974 року. У 2006—2009 роках на міжнародній арені представляв кольори збірної Хорватії.

## Шахова кар'єра

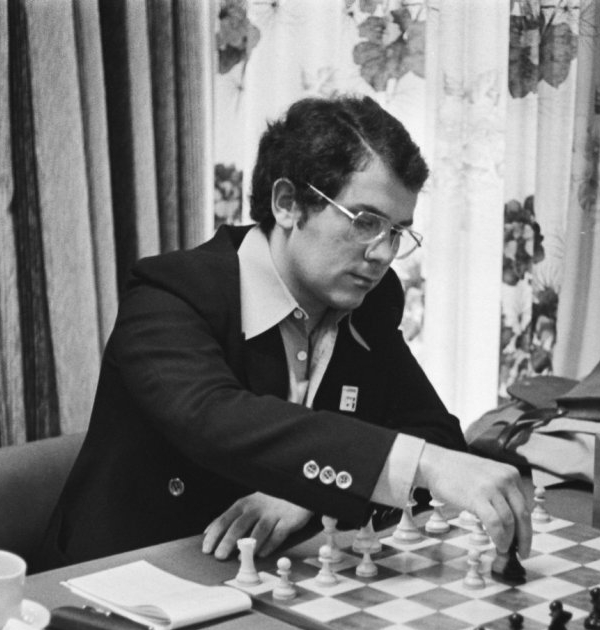
Боян Кцраїця, Вейк-ан-Зеє 1977

1965 року в Барселоні виборов титул чемпіона світу серед юніорів. У 1967 році посів 3-тє місце на турнірі в Гастінгсі, позаду Михайла Ботвинника і Вольфганга Ульманна. У 1970-1980-х роках був провідним шахістом Югославії та учасником престижних міжнародних турнірів. У 1974 році посів 3-тє місце на турнірі в Золінгені, разом з Борисом Спаським, позаду Лева Полугаєвського і Любомира Кавалека. Того ж року ФІДЕ присудила йому звання гросмейстера. У 1976 році поділив з Михайлом Талем 3-тє місце на турнірі у Вейк-ан-Зеє, позаду Любомира Любоєвича і Фрідріка Олафссона. 1979 року поділив 1-ше місце на турнірі Босна в Сараєво, а рік по тому разом з Бориславом Івковим посів у цьому місті 2-ге місце, позаду Властіміла Горта.
Представляв Югославію на двох шахових олімпіадах, 1980 року у Валлетті, де його команда виборола бронзові медалі, і в 1982 році в Люцерні. Від 1992 до 2006 року брав участь у всіх восьми олімпіадах, представляючи Боснію і Герцеговину. 1994 року на олімпіаді в Москві його команда несподівано посіла друге місце позаду збірної Росії. Кураїца був одним з головних авторів успіху, набравши 9 очок у 13 партіях на 3-й шахівниці.
Кваліфікувався на чемпіонату світу ФІДЕ 1998 року, який відбувся за олімпійською системою в Гронінгені, однак вибув у 1-му раунді, програвши Хуліо Гранді.
Найвищий рейтинг Ело в кар'єрі мав станом на 1 липня 1995 року, досягнувши 2595 очок ділив тоді 67-70-те місце в світовому рейтинг-листі ФІДЕ, одночасно займаючи 4-те місце серед шахістів Боснії і Герцеговини.

## Зміни рейтингу
| На цьому місці має відображатися графік чи діаграма, однак з технічних причин його відображення наразі вимкнено. Будь ласка, не видаляйте код, який викликає це повідомлення. Розробники вже працюють для того, щоби відновити штатне функціонування цього графіка або діаграми. | |
| | На цьому місці має відображатися графік чи діаграма, однак з технічних причин його відображення наразі вимкнено. Будь ласка, не видаляйте код, який викликає це повідомлення. Розробники вже працюють для того, щоби відновити штатне функціонування цього графіка або діаграми. |